# 阿姆斯特丹測量所
阿姆斯特丹測量所（荷蘭語：Waag），也叫秤量房，是位於荷蘭首都阿姆斯特丹市的一座建築。建於15世纪，位于市中心的新市場广场（Nieuwmarkt），在城市規模尚小時它最初是一个城门。后来，它被用作市政厅、博物馆、消防站和解剖学剧院等。阿姆斯特丹測量所是阿姆斯特丹現存的非宗教建築中歷史最久的。

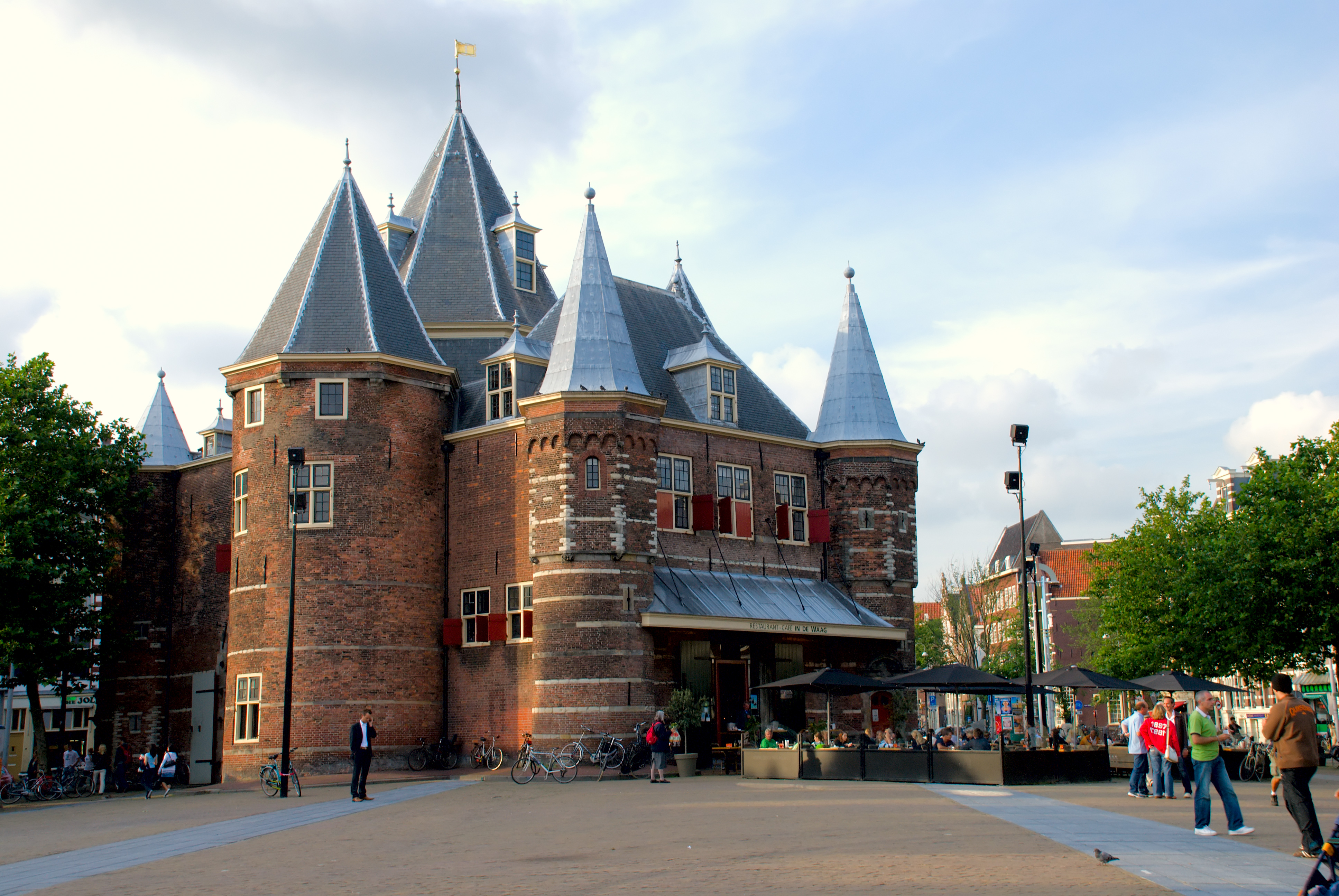
秤量房 (阿姆斯特丹)

## 外部連結
- "History of the Waag building", Waag Society
- Three-dimensional model of the Waag （页面存档备份，存于）

52°22′22″N 4°54′01″E / 52.37278°N 4.90028°E